# Fritz Reinhardt (Staatssekretär)

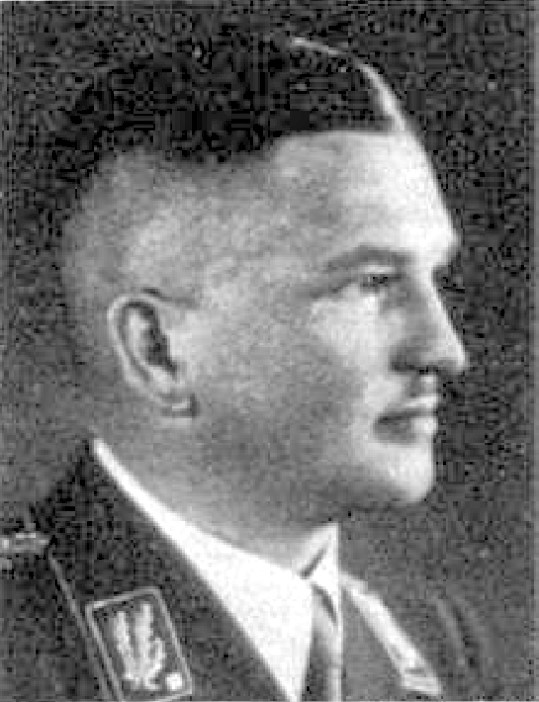
Fritz Reinhardt, hier SA-Obergruppenführer ca. 1938

Fritz Reinhardt (* 3. April 1895 in Ilmenau; † 17. Juni 1969 in Regensburg) war ein deutscher nationalsozialistischer Politiker und Steuerfachmann. Er war von 1928 bis 1930 Gauleiter der NSDAP in Oberbayern, von 1930 bis 1945 Mitglied des Reichstages sowie von 1933 bis 1945 Staatssekretär im Reichsfinanzministerium.

## Werdegang
Reinhardt wuchs als Sohn eines Buchbinders in Ilmenau auf, wo er die Bürgerschule und die Handelsschule besuchte. Anschließend absolvierte er eine kaufmännische Ausbildung. Zu Beginn des Ersten Weltkrieges hielt sich Reinhardt aus beruflichen Gründen in Riga (damals im Russischen Reich) auf und wurde als feindlicher Ausländer bis Juli 1918 in Sibirien interniert. Nach seiner Rückkehr leitete er ab Anfang 1919 als Direktor die Handelsschule und die Akademie für Wirtschaft und Steuer in Ilmenau. 1922 gründete er dort das Deutsche Steuersyndikat und wurde als Steuerbevollmächtigter von der neu entstandenen Reichsfinanzverwaltung zugelassen. Seit 1923 war Reinhardt Herausgeber der Rundschau für Wirtschaft und Steuer (1929 Umbenennung in Wirtschaftlicher Beobachter).
Im gleichen Jahr trat er der NSDAP bei und wurde daraufhin in Ilmenau aus dem Schuldienst entlassen. Er entwickelte Lehrbriefe für den Fernunterricht und gründete 1924 die berufsbildende Deutsche Fern-Handelsschule in Herrsching am Ammersee, die 1929 offizielle Rednerschule der NSDAP wurde. Von Oktober 1930 bis März 1931 übernahm er die Schriftleitung des Ingolstädter NS-Kampfblattes Der Donaubote. Daneben gab er Rednermaterial der Partei heraus und organisierte die Ausbildung von Propagandarednern in der Rednerschule und im Fernunterricht; nach Parteiangaben absolvierten etwa 6.000 NSDAP-Mitglieder diese Schulungen.
Seit 1927 Bezirksleiter der NSDAP Oberbayern-Süd, wurde Reinhardt im folgenden Jahr zum Gauleiter von Oberbayern ernannt. Dieses Parteiamt übte er bis 1930 aus. Nach der Reichstagswahl vom 14. September 1930 gelang es der NSDAP mit 6,4 Millionen Stimmen (nach 810.000 im Jahr 1928) zweitstärkste Fraktion mit 107 Sitzen zu werden. Reinhardt übernahm für die NSDAP die führende Rolle in Finanzangelegenheiten und zog als Abgeordneter in den Reichstag ein. Dort vertrat er seine Fraktion im Haushalts- und im Reichsschuldenausschuss. Er galt als detailbesessener, didaktisch talentierter und dem Keynesianismus zugeneigter Finanz- und Steuerfachmann.

## Staatssekretär
Am 1. April 1933 wurde er nach persönlicher Intervention Hitlers Staatssekretär im Reichsfinanzministerium unter Johann Ludwig Graf Schwerin von Krosigk. Popularität errang er durch das nach ihm benannte Reinhardt-Programm zur Beseitigung der Arbeitslosigkeit mittels steuerlicher Maßnahmen und Familienförderungsprogramme. Finanzpolitisch und volkswirtschaftlich bezog er sich dabei auf Erkenntnisse, die Wilhelm Lautenbach und John Maynard Keynes entwickelt hatten. So geht auf ihn auch das Steueranpassungsgesetz vom 16. Oktober 1934 zurück, in welchem er u. a. festschreiben ließ, dass die Steuergesetze nach nationalsozialistischer Weltanschauung auszulegen waren.
Reinhardt traf fortan nahezu selbständig die Entscheidungen im Steuerwesen, ihm unterstanden die von ihm ab 1935 eingerichteten Reichsfinanzschulen, ebenso die Zollschulen zur Ausbildung von Steuer- und Zollbeamten und der 1937 gegründete Zollgrenzschutz. Die betrieblichen Steuerprüfungen vonseiten dieses neu ausgebildeten Personals galten als besonders strikt und gründlich. Reinhardt war Herausgeber der Deutschen Steuerzeitung sowie Verfasser verschiedener Fach- und Schulungsbücher für Finanzbeamte und Steuerberater.
Außerdem war er seit 1933 formell SA-Gruppenführer. 1937 folgte die Beförderung zum SA-Obergruppenführer. Parallel zu seiner Tätigkeit im Reichsfinanzministerium übte er seit 1934 als Hauptdienstleiter im Stab des Stellvertreters des Führers die Leitung des Referats Steuer-/Finanzpolitik und Arbeitsbeschaffung aus.
Noch kurz vor Kriegsende behauptete er im Januar 1945 anlässlich eines Vortrags, die Finanzen des Deutschen Reiches seien geordnet, und er vertrat die Ansicht, dass „nach Beendigung des Krieges auch die großen Aufbaumaßnahmen und Sozialvorhaben ohne Schwierigkeiten finanziert werden könnten und daß auch eine echte Schuldentilgung in dem volkswirtschaftlich erforderlichen Umfang möglich sei. […] Eine Inflation sei im nationalsozialistischen Deutschland völlig ausgeschlossen.“ Offensichtlich hegte jedoch selbst die offizielle Propaganda Zweifel an dieser optimistischen Einschätzung, berichtete doch eine Zeitung über den Vortrag unter der Überschrift „Staatssekretär Reinhardt über aktuelle Finanzprobleme“.
Mit der Aktion Reinhardt steht Fritz Reinhardt nicht in Verbindung, diese geht auf den Vornamen Reinhard Heydrichs zurück.

## Nachkriegszeit
Von 1945 bis 1949 war Fritz Reinhardt von den Alliierten in automatic arrest interniert. Er trat als Zeuge bei den Nürnberger Prozessen auf. Bei der Entnazifizierung wurde er 1949 als besonders aktiver Nationalsozialist in Gruppe 1 (Hauptschuldiger) eingestuft und zu vier Jahren Arbeitslager verurteilt. Dagegen legte Reinhardt Berufung ein. In einem weiteren Spruchkammerverfahren wurde die Einstufung nochmals bestätigt, die Lagerhaft jedoch auf drei Jahre reduziert und seine bisherige Internierung auf die Strafe angerechnet, womit er sofort freikam.
Mit Ausnahme der drei Fachbücher Buchführungspraxis Fritz Reinhardt. Kaufmännische Lehre durch Selbstunterricht und Fernunterricht (1920), Das Haushaltwesen in Reich, Staat und Gemeinde (1922) und Die Gesellschaften mit beschränkter Haftung (1927) wurden in der Sowjetischen Besatzungszone Reinhardts sämtliche Schriften auf die Liste der auszusondernden Literatur gesetzt.
Reinhardt arbeitete später als Steuerberater und publizierte weitere Steuerfachbücher, trat ansonsten aber nicht öffentlich in Erscheinung. Wohnhaft war er in Bad Wörishofen und Riedenburg. Sein 1941 geborener Sohn Klaus Reinhardt wurde Bundeswehrgeneral.

## Bücher (Auswahl)
- Die Herrschaft der Börse. Fr. Eher Nachf., München 1927.
- Buchführung, Bilanz und Steuer: Lehr und Nachschlagwerk. 1936.
- Was geschieht mit unserem Geld? Finanzen, Kaufkraft, Währung. Verlag Willmy, Nürnberg 1942.
- Mehrwertsteuer-Dienst: Kommentar zum Umsatzsteuergesetz. 1967.